# Arco aórtico

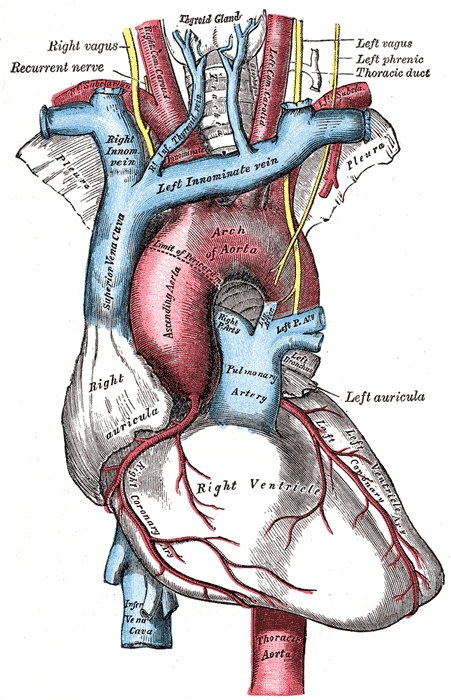
Arco aòrtico.

O arco aórtico, também referida como crossa da aorta, está localizado no tronco e é a saída comum do sangue bombeado pelo coração. Situa-se logo após a válvula aórtica. 

## Desenvolvimento embrionário
O desenvolvimento deste se dá durante a 4ª semana, junto à formação dos arcos faríngeos que recebem as artérias do coração.
Os arcos aórticos (artérias) nascem a partir do tronco arterioso e terminam na aorta dorsal. Seu desenvolvimento finaliza na 8ª semana do desenvolvimento.
Durante este período irão surgir seis pares, entretanto nem todos estão presentes ao mesmo tempo, pois alguns se degeneram.
Os derivados dos 1º e 2º pares de arcos aórticos desaparecem em sua maior parte. Dos primeiros arcos, suas porções remanescentes formam as artérias maxilares (suprem ouvidos, dentes e músculos dos olhos e da face);
Dos segundos arcos persistem as partes dorsais e forma os troncos das artérias estapédicas (pequenos vasos que no embrião irrigam o estribo).
Os derivados do 3º par de arcos aórticos dão origem às artérias carótidas  comuns (irrigam estruturas da cabeça).
Os partes distais juntam-se às aortas dorsais e formam as artérias carótidas internas (irrigam os ouvidos, órbitas e encéfalo com suas meninges).
Os derivados do 4º par de arcos aórticos na esquerda forma parte do arco aórtico (crossa da aorta) e na direita forma a parte proximal da artéria subclávia direita . A parte distal desta artéria forma-se a partir da aorta direita e da sétima artéria intersegmentar direita.
Os derivados do 6º par de arcos aórticos forma na esquerda a parte proximal persistente como parte proximal da artéria pulmonar esquerda e a parte distal forma o Ducto Arterioso (DA) que comunica a artéria pulmonar com a aorta; Na direita a parte proximal persiste como parte proximal da artéria pulmonar direita. A parte distal, degenera-se.

## Derivações
Do arco aórtico se derivam as artérias coronárias, comum esquerda, subclávia esquerda e o tronco braquiocefálico.